# Васильева-Синцова, Александра Феофилактовна
Александра Феофилактовна Васильева-Синцова (1875—1943) — русский советский физикохимик, педагог.

## Биография
Родилась 25 марта (6 апреля) 1875 года в Тифлисе.
Высшее образование получила на Санкт-Петербургских высших женских курсах (1896—1900) и в Гёттингенском университете, где в 1905 году получила степень доктора философии.
Вернувшись в Россию, с 1906 года в качестве доцента преподавала химию на Бестужевских курсах. С 1917 года стала преподавать в Харькове. В 1921 году работала на кафедре физической химии Харьковского Института народного образования (ХИНО) и, по совместительству (до 1925) — в Фармацевтическом институте.
В 1930—1931 годах она возглавляла физико-химическое отделение Санитарно-бактериологического института. С 1930 года была доцентом, с 1932 года — профессором Харьковского физико-химико-математического института, созданного на базе ХИНО; после смерти Г. Е. Мухиной в 1932—1934 годах руководила кафедрой физической химии, а после воссоздания Харьковского университета эту кафедру принял в заведование И. Н. Францевич).
Во время Великой Отечественной войны она эвакуировалась из Харькова в Москву, где и умерла 21 октября 1943 года. Похоронена была в Харькове.

## Научное наследие
В период работы в Санкт-Петербурге написала ряд учебников и учебных пособий, среди которых: «Методы физико-химических измерений» (СПб., 1912: переиздания — 1915, 1926, 1928); «Физико-химические измерения. Курс практических занятий по физической химии» (СПб., 1912: переиздание — 1915); «Курс физической химии» (Петроград, 1916).
Основные научные работы были посвящены фотохимии вольфрамовой кислоты. Ею был разработан университетский спецкурс «Фотохимия». В 1932 году был издан «Практикум по физической химии».